# Adnan Gušo
Adnan Gušo (ur. 30 listopada 1975 w Sarajewie) – bośniacki piłkarz grający na pozycji bramkarza. W swojej karierze 17 razy wystąpił w reprezentacji Bośni i Hercegowiny.

## Kariera klubowa
Karierę piłkarską Gušo rozpoczął w klubie FK Željezničar. W 1994 roku awansował do kadry pierwszej drużyny. W sezonie 1994/1995 zadebiutował w jego barwach w pierwszej lidze bośniackiej. W Željezničarze grał do końca sezonu 1998/1999. W 1998 roku wywalczył z nim mistrzostwo Bośni i Hercegowiny oraz Superpuchar Bośni i Hercegowiny.
Latem 1999 Gušo przeszedł do tureckiego Erzurumsporu, gdzie był podstawowym bramkarzem. W trakcie sezonu 2000/2001 został wypożyczony do Željezničara i wywalczył z nim zarówno mistrzostwo, jak i Puchar Bośni i Hercegowiny.
W połowie 2001 roku Gušo został bramkarzem Spartaka Moskwa. Nie przebił się jednak do podstawowego składu i grał jedynie w rezerwach tego klubu. W 2002 roku ponownie wrócił do Željezničara i ponownie został z nim mistrzem kraju. Natomiast przez pierwszą część sezonu 2002/2003 był piłkarzem FK Sarajevo.
Na początku 2003 roku Gušo podpisał kontrakt z rumuńską Universitateą Craiova. Bronił w niej przez 2,5 roku i w 2005 roku odszedł do Dinama Bukareszt. Wiosną 2006 grał w FC Argeș Pitești, a od lata 2006 do końca 2007 roku występował w Pandurii Târgu Jiu. W 2008 roku grał na Cyprze, w Olympiakosie Nikozja, w którym zakończył swoją karierę.
| Sezon   | Klub                  | Kraj                 | Rozgrywki                 | Mecze | Bramki |
| ------- | --------------------- | -------------------- | ------------------------- | ----- | ------ |
| 1994/95 | FK Željezničar        | Bośnia i Hercegowina | Premijer liga             | ?     | ?      |
| 1995/96 | FK Željezničar        | Bośnia i Hercegowina | Premijer liga             | ?     | ?      |
| 1996/97 | FK Željezničar        | Bośnia i Hercegowina | Premijer liga             | ?     | ?      |
| 1997/98 | FK Željezničar        | Bośnia i Hercegowina | Premijer liga             | ?     | ?      |
| 1998/99 | FK Željezničar        | Bośnia i Hercegowina | Premijer liga             | ?     | ?      |
| 1999/00 | Erzurumspor           | Turcja               | Süper Lig                 | 24    | 0      |
| 2000/01 | Erzurumspor           | Turcja               | Süper Lig                 | 0     | 0      |
| 2000/01 | FK Željezničar        | Bośnia i Hercegowina | Premijer liga             | ?     | ?      |
| 2001    | Spartak-2 Moskwa      | Rosja                | IV. liga                  | 3     | 0      |
| 2001/02 | FK Željezničar        | Bośnia i Hercegowina | Premijer liga             | ?     | ?      |
| 2002/03 | FK Sarajevo           | Bośnia i Hercegowina | Premijer liga             | ?     | ?      |
| 2002/03 | Universitatea Krajowa | Rumunia              | Divizia A                 | 15    | 0      |
| 2003/04 | Universitatea Krajowa | Rumunia              | Divizia A                 | 30    | 0      |
| 2004/05 | Universitatea Krajowa | Rumunia              | Divizia A                 | 27    | 0      |
| 2005/06 | Dinamo Bukareszt      | Rumunia              | Divizia A                 | 3     | 0      |
| 2005/06 | FC Argeș Pitești      | Rumunia              | Divizia A                 | 11    | 0      |
| 2006/07 | Pandurii Târgu Jiu    | Rumunia              | Divizia A                 | 30    | 0      |
| 2007/08 | Pandurii Târgu Jiu    | Rumunia              | Liga I                    | 7     | 0      |
| 2007/08 | Olympiakos Nikozja    | Cypr                 | Protathlima A’ Kategorias | 4     | 0      |

## Kariera reprezentacyjna
W reprezentacji Bośni i Hercegowiny Gušo zadebiutował 5 października 1999 roku w przegranym 0:1 meczu eliminacji do Euro 2000 ze Szkocją. W barwach Bośni i Hercegowiny grał w eliminacjach do MŚ 2002 i Euro 2008. W kadrze Rumunii od 1999 do 2007 roku rozegrał łącznie 17 meczów.